# Kościół Niepokalanego Poczęcia Najświętszej Maryi Panny w Starym Smokowcu
Kościół Niepokalanego Poczęcia Najświętszej Maryi Panny – kościół rzymskokatolicki znajdujący się w Starym Smokowcu, części miasta Wysokie Tatry na Słowacji. Jest jednym z kościołów filialnych parafii w Wysokich Tatrach.
Kościół został wybudowany w 1888 roku. Architektem był Gedeon Majunke ze Spiskiej Soboty. Świątynię wybudowano w stylu alpejskim. Ściany kościoła były początkowe zdobione malowidłami, lecz w 1977–1979 zastąpione zostały one witrażami. Zostały one wykonane przez Vincenta Hložníka z żoną i córką. Witraże przedstawiają wielu świętych katolickich z całego świata, „co ma podkreślić jedność kościoła, szczególnie w Tatrach, które są odwiedzane przez turystów z całego świata”. Dzwonnica kościelna pochodzi z 1959 roku. Wcześniejsza spłonęła po uderzeniu pioruna w nią w 1929 roku. W latach od 1932, kiedy zdemontowano zniszczoną wieżę, do 1959, kiedy zbudowano nową, dzwonnicy po prostu nie było. W 1981 roku w kościele zamontowano nowe organy. W 1995 roku z racji pielgrzymki Jana Pawła II na Słowację świątynie odnowiono. W 2004 kościół ucierpiał w czasie burzy. 4 lata później odnowiono go z zewnątrz.